# Distrito de Changuinola
El Distrito de Changuinola se encuentra en la provincia de Bocas del Toro, Panamá. Es el poblado más importante de la provincia, dado que allí quedan las actividades bananeras, que representan el 50 - 60 % de las fuentes de trabajo en la provincia.

## Historia
El distrito fue creado el 17 de abril de 1970, mediante el Decreto de Gabinete N.º 81.

## División político-administrativa
El distrito se divide en dieciocho corregimientos:
- Changuinola
- Barriada 4 de Abril
- Barranco Adentro
- Cochigro
- El Empalme
- El Silencio
- Finca 4
- Finca 6
- Finca 12
- Finca 30
- Finca 51
- Finca 60
- Finca 66
- Guabito
- La Gloria
- La Mesa
- Las Delicias
- Las Tablas

Changuinola tiene 265 (2004) centros poblados.

## Geografía
El Distrito de Changuinola cuenta con una extensión territorial de 4.005,0 km². 
El río Changuinola, bordea al municipio y es el afluente más importante. En tierras bajas el clima, es básicamente tropical lluvioso, con precipitaciones intensas, sobre todo los meses de noviembre a febrero; mientras que en tierras altas, las temperaturas más frías se reportan en los meses de la época seca. El suelo tiene sus particularidades, dado que antes de la llegada de las bananeras gran parte de Changuinola, era pantano. De hecho se registran suelos aluviales, por la sedimentación que provocaron los ríos en épocas pasadas. En relación con el aspecto edáfico podemos encontrar las clases II, III, y los suelos de vocación pastoril y forestal (VI hasta el VIII) las temperaturas oscilan entre los 24 y los 31 °C. Las temperaturas en las cumbres de la cordillera central pueden bajar a 0 °C,
De la Era Cenozoica, período Cuaternario y Terciario se encuentran en los tres distritos, del Terciario Superior-Inferior en Chiriquí Grande y del Terciario Inferior en Changuinola. En cuanto a la Era Mesozoica, Periodo Cretácico solo en el Distrito de Changuinola.
Rocas Ígneas: De la Era Cenozoica, período Terciario Indiferenciado y Superior Inferior Intrusivo se encuentran localizados a lo largo de toda la provincia y del Inferior-Intrusivo en Changuinola y Bocas del Toro.
Al sur del Distrito, colindando con Chiriquí, se encuentra la cordillera Central, la cual presenta tres puntos que superan los 3000 m: Cerro Fábrega (3.335 m), Cerro Itamut (3.279 m) y Cerro Echandi (3.162 m). A pesar de que el volcán Barú es la máxima cumbre de Panamá, solo en estos cerros se encuentran páramos de Panamá.

## Biota
La vegetación changuinoleña, es tropical,  desatacándose el Campnosperma panamense u orey, en las partes pantanosas. Además, existen ecosistemas de importancia ecológica como lo es el humedal de San San Pond Sak, un sitio ramsar, donde anida la tortuga Baula (Dermochelys coriacea). En el istmo, el humedal de San Pond Sak, es el único sitio donde se encuentra una especie de manatí nativo. En los llanos de Guabito, es común encontrar el Sangrillo y el Cativo. Pero el mayor recurso biótico está en el corregimiento del Teribe, ubicado dentro del Parque Internacional la Amistad.

## Demografía
El corregimiento de Almirante, es una zona portuaria, que muestra gran influencia afro antillana, mientras que en la periferia habitan comunidades indígenas Ngöbe. Las infraestructuras almiranteñas son al estilo francés y americano adaptado al trópico, casas de madera con ventanas grandes, dos pisos y amplias. 
El corregimiento de Changuinola, tiene la mayoría de población extranjera (sirios, árabes, libaneses, chinos, centroamericanos, dominicanos y Colombianos) que se establecen y crean fuentes de trabajo por medio de sus almacenes, supermercados, hoteles, además de panameños procedentes de otras provincias en su mayoría Chiriquí y Azuero.
Los corregimientos de El Empalme, Las Tablas y El Valle de Riscó son relativamente recientes. 

## Cultura
La población Changuinoleña es una muestra de sinergismo entre las diferentes culturas, elementos hispánicos, semitas (sirios y palestinos), chinos, hispanos - indígenas, afro coloniales, afro antillanos, indígenas Ngöbe y Bri Bri, son muestra de la riqueza étnica.

## Servicios e infraestructuras
La infraestructura de servicios está compuesta por instituciones regionales como: Ministerio de Vivienda y Ordenamiento Territorial, Ministerio de Trabajo y Desarrollo Laboral, Instituto para la Formación y Aprovechamiento de los Recursos Humanos, Banco de Desarrollo Agropecuario, Banco Nacional de Panamá, Caja de Ahorros, Caja de Seguro Social, Policía Nacional, Cuartel de Bomberos, Sistema Nacional de Protección Civil, Ministerio de Educación, Ministerio de Desarrollo Agopecuario, Registro Civil y otros. Además, podemos encontrar una gran variedad de hoteles, almacenes, servicios de Internet y televisión por cable. 
Es característico de Changuinola, el Puente sobre el río Changuinola, llamado puente Torres, por una familia que vive adyacente a dicho puente. Cuenta con cuatro radio emisoras. Posee dos universidades estatales, La Universidad de Panamá y la Universidad Tecnológica de Panamá y otras de carácter particular, entre ellas ISAE Universidad, Universidad de la Paz, Centro Tecnológico de Panamá, Bellas Artes de Panamá. 
Las principales instituciones gubernamentales y locales comerciales, se encuentran a lo largo y centro de la avenida 17 de abril, la que se constituye en la principal vía de tránsito, para transportistas que se desplazan en distintas direcciones y transeúntes que realizan sus compras diariamente en los locales comerciales del área, y que a la vez sirve de vía de comunicación entre los principales poblados de Changuinola, ( El Empalme; Valle Riscó; Almirante; Las Tablas; la región del Teribe y Guabito poblado limítrofe con la región de Sixaola frontera con Costa Rica, y entre otros poblados internos, )con los distritos de Chiriquí Grande y con la República de Costa Rica.

### Actividades Económicas
El distrito de Changuinola es uno de los tantos lugares de la república entera que produce una gran cantidad y porcentaje en actividades económicas, ya que posee el lugar más importante de cultivo de banano en Panamá, cuenta con diversos comercios como almacenes, tiendas, tiendas de comidas, tiendas de artesanías, hoteles, restaurantes y otros. Changuniola es el medio por el cual los turista pasan al cruzar Costa Rica por la frontera Guabito-Sixaola, cuya razón hace que tenga producción económica alta.
Cada mes se da un porcentaje de 15% económicamente del turismo en Changuinola.